# 迪斯科球

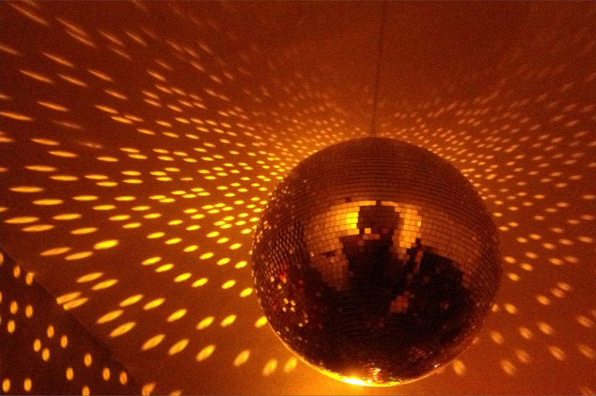
镜球

迪斯科球（英语：Disco ball，法语：Boule à facettes）又称镜球或闪光球（英语分别为Mirror ball和Glitter ball）一种将镜子固定成球形的一种装饰品，这种装饰品可将指向他的光反射到多个方向而产生多个随着球旋转而移动的光点，形成复杂的视觉效果。迪斯科球大多应用在夜店、卡拉OK（KTV）、舞厅、演唱会，也可用于装饰圣诞树和汽车。

## 历史
1920年代，迪斯科球就已经广泛用于夜总会了。，而在六十年代到九十年代，迪斯科球成为了迪斯科舞厅的标配。2006年，麦当娜在娜语录巡回演唱会中使用了一个2吨重的闪光球，上面装饰着价值200万美元的施华洛世奇水晶。

## 图库

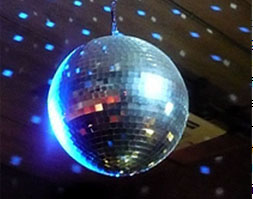
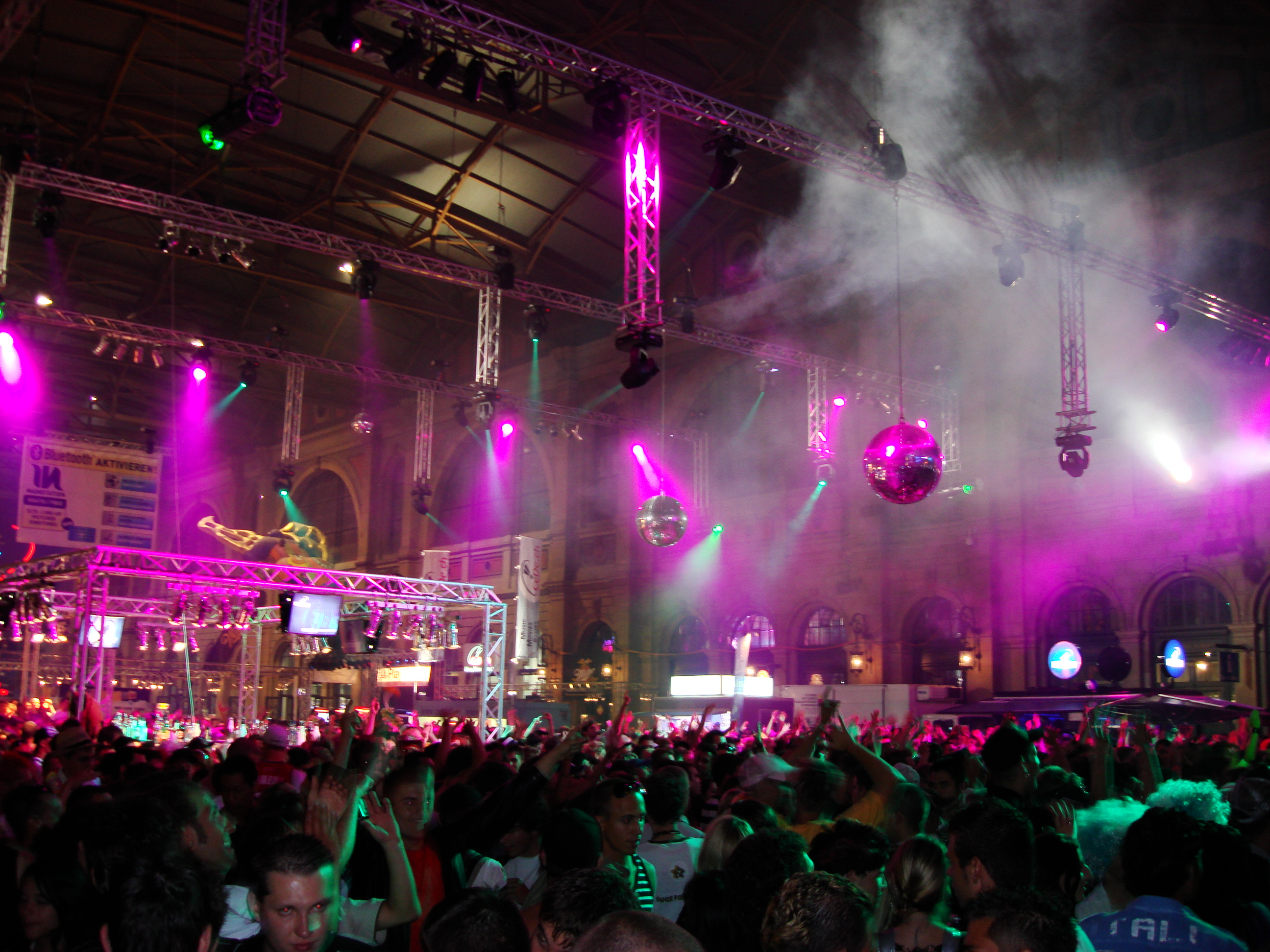
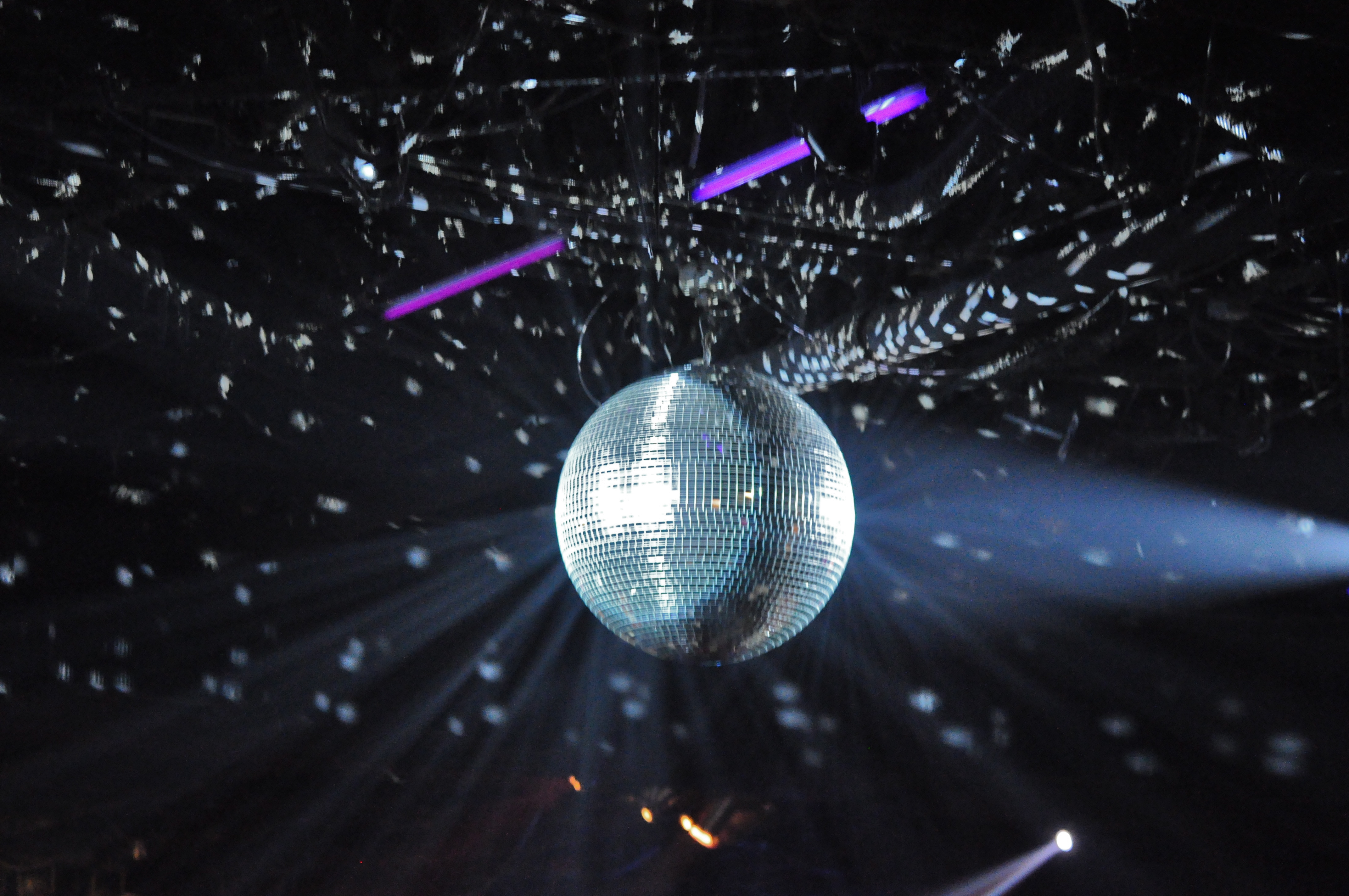
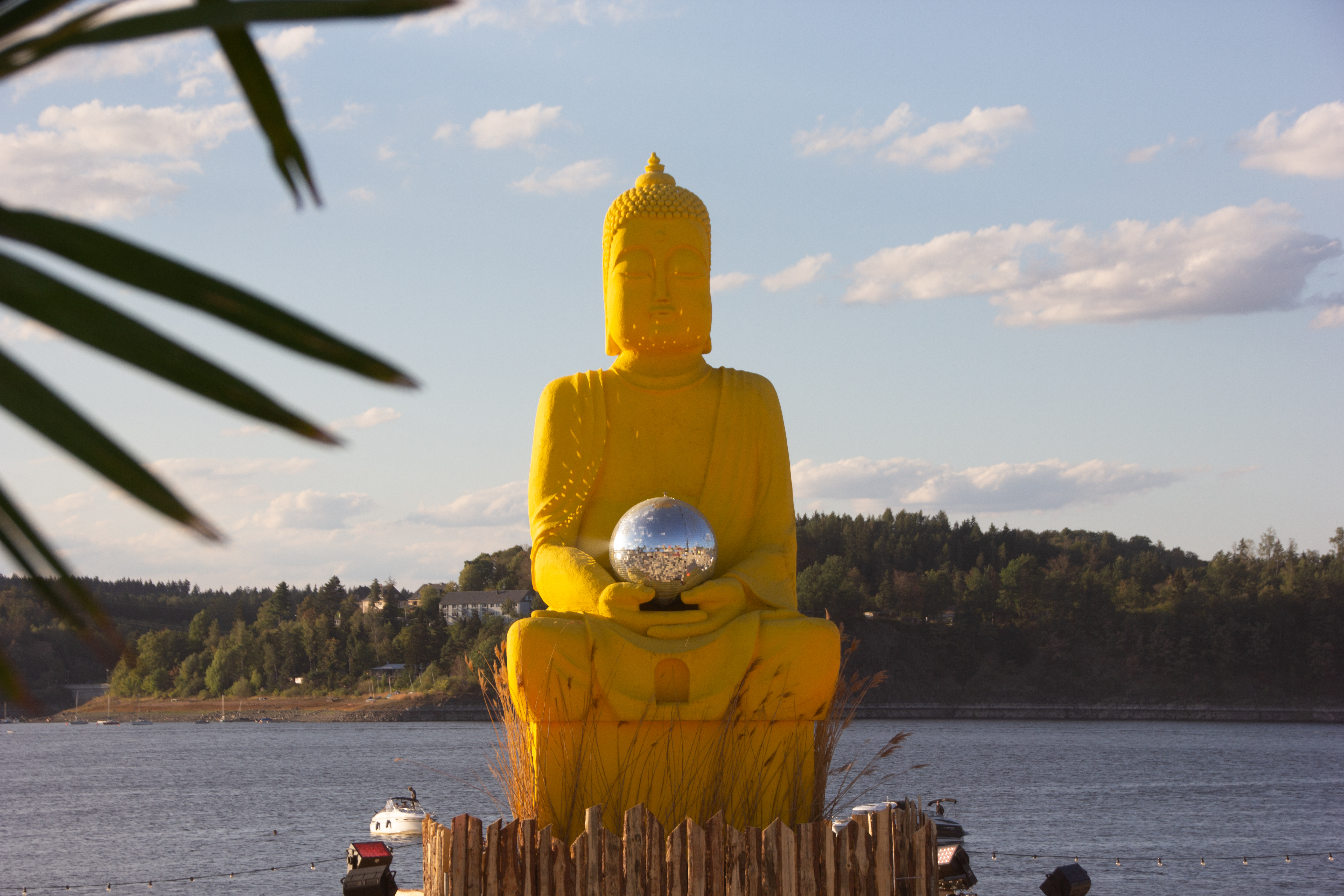